# Постоянная Каталана
Постоя́нная Катала́на — число, встречающееся в различных приложениях математики — в частности, в комбинаторике. Чаще всего обозначается буквой G, реже — K или C. Она может быть определена как сумма бесконечного знакочередующегося ряда:
{\displaystyle G=\sum _{n=0}^{\infty }{\frac {(-1)^{n}}{(2n+1)^{2}}}={\frac {1}{1^{2}}}-{\frac {1}{3^{2}}}+{\frac {1}{5^{2}}}-{\frac {1}{7^{2}}}+\dots }
Её численное значение приблизительно равно:
G = 0,915 965 594 177 219 015 054 603 514 932 384 110 774 … (последовательность A006752 в OEIS)
Неизвестно, является ли G рациональным или иррациональным числом.
Постоянная Каталана была названа в честь бельгийского математика Эжена Шарля Каталана (фр. Eugène Charles Catalan).

## Связь с другими функциями
Постоянная Каталана является частным случаем бета-функции Дирихле:
{\displaystyle G=\beta (2).}
Она также соответствует частному значению функции Клаузена, которая связана с мнимой частью дилогарифма
{\displaystyle G=\operatorname {Cl} _{2}(\pi /2)=\operatorname {Im} \left(\operatorname {Li} _{2}(e^{i\pi /2})\right)=\operatorname {Im} {\big (}\operatorname {Li} _{2}(i){\big )}.}
Кроме этого, она связана со значениями тригамма-функции (частный случай полигамма-функции) дробных аргументов
{\displaystyle \psi _{1}\left({\tfrac {1}{4}}\right)=\pi ^{2}+8G,}
{\displaystyle \psi _{1}\left({\tfrac {3}{4}}\right)=\pi ^{2}-8G,}
так что
{\displaystyle G={\tfrac {1}{16}}\left[\psi _{1}\left({\tfrac {1}{4}}\right)-\psi _{1}\left({\tfrac {3}{4}}\right)\right].}
Симон Плуфф нашёл бесконечное множество тождеств между тригамма-функцией {\displaystyle \psi _{1}}, {\displaystyle \pi ^{2}} и постоянной Каталана G.
Постоянная Каталана также может быть выражена через частные значения G-функции Барнса и гамма-функции:
{\displaystyle G=4\pi \ln \left({\frac {G({\tfrac {3}{8}})G({\tfrac {7}{8}})}{G({\tfrac {1}{8}})G({\tfrac {5}{8}})}}\right)+4\pi \ln \left({\frac {\Gamma ({\tfrac {3}{8}})}{\Gamma ({\tfrac {1}{8}})}}\right)+{\frac {\pi }{2}}\ln \left({\frac {1+{\sqrt {2}}}{2(2-{\sqrt {2}})}}\right).}

## Интегральные представления
Ниже приведены некоторые интегральные представления постоянной Каталана G через интегралы от элементарных функций:
{\displaystyle G=-\int _{0}^{1}{\frac {\ln t}{1+t^{2}}}\,dt,}
{\displaystyle G=\int _{0}^{1}\int _{0}^{1}{\frac {1}{1+x^{2}y^{2}}}\,dx\,dy,}
{\displaystyle G={\dfrac {1}{2}}\int _{0}^{\pi /2}{\frac {t}{\sin t}}\,dt,}
{\displaystyle G=\int _{0}^{1}{\frac {\arctan x}{x}}\,dx,}
{\displaystyle G={\frac {1}{2}}\int _{0}^{\infty }{\frac {x}{\cosh x}}\,dx.}
Она также может быть представлена через интеграл от полного эллиптического интеграла первого рода K(x):
{\displaystyle G={\frac {1}{2}}\int _{0}^{1}\mathrm {K} (x)\,dx.}

## Быстро сходящиеся ряды
Следующие формулы содержат быстро сходящиеся ряды, и их удобно использовать для численных вычислений:
{\displaystyle G={\frac {\pi }{8}}\ln({\sqrt {3}}+2)+{\frac {3}{8}}\sum _{n=0}^{\infty }{\frac {(n!)^{2}}{(2n)!(2n+1)^{2}}}}
и
| {\displaystyle G=} | {\displaystyle 3\sum _{n=0}^{\infty }{\frac {1}{2^{4n}}}\left(-{\frac {1}{2(8n+2)^{2}}}+{\frac {1}{2^{2}(8n+3)^{2}}}-{\frac {1}{2^{3}(8n+5)^{2}}}+{\frac {1}{2^{3}(8n+6)^{2}}}-{\frac {1}{2^{4}(8n+7)^{2}}}+{\frac {1}{2(8n+1)^{2}}}\right)-{}}            |
|                    | {\displaystyle {}-2\sum _{n=0}^{\infty }{\frac {1}{2^{12n}}}\left({\frac {1}{2^{4}(8n+2)^{2}}}+{\frac {1}{2^{6}(8n+3)^{2}}}-{\frac {1}{2^{9}(8n+5)^{2}}}-{\frac {1}{2^{10}(8n+6)^{2}}}-{\frac {1}{2^{12}(8n+7)^{2}}}+{\frac {1}{2^{3}(8n+1)^{2}}}\right).} |
Теоретическое обоснование использования рядов такого типа было дано Сринивасой Рамануджаном (Srīnivāsa Rāmānujan Iyengar) для первой формулы и Дэвидом Бродхёрстом (David J. Broadhurst) для второй формулы. Алгоритмы быстрого вычисления постоянной Каталана были построены Е. А. Карацубой.

## Цепные дроби
Цепная дробь константы Каталана (последовательность A014538 в OEIS) выглядит следующим образом:
{\displaystyle G=[0;1,10,1,8,1,88,4,1,1,7,22,1,2,3,26,1,11,1,10,1,9,3,1,1,1,1,1,1,\dots ]=}
{\displaystyle =0+{\cfrac {1}{1+{\cfrac {1}{10+{\cfrac {1}{1+{\cfrac {1}{8+\ldots }}}}}}}}\;}
Известны следующие обобщённые цепные дроби для константы Каталана:
{\displaystyle 2G=2-{\cfrac {1}{3+{\cfrac {2^{2}}{1+{\cfrac {2^{2}}{3+{\cfrac {4^{2}}{1+{\cfrac {4^{2}}{3+{\cfrac {6^{2}}{1+{\cfrac {6^{2}}{3+{\cfrac {\dots }{\dots +{\cfrac {4n^{2}}{1+{\cfrac {4n^{2}}{3+\dots }}}}}}}}}}}}}}}}}}}}}
{\displaystyle 2G=1+{\cfrac {1}{{\cfrac {1}{2}}+{\cfrac {1^{2}}{{\cfrac {1}{2}}+{\cfrac {1\cdot 2}{{\cfrac {1}{2}}+{\cfrac {2^{2}}{{\cfrac {1}{2}}+{\cfrac {2\cdot 3}{{\cfrac {1}{2}}+{\cfrac {3^{2}}{{\cfrac {1}{2}}+{\cfrac {\dots }{\dots +{\cfrac {n^{2}}{{\cfrac {1}{2}}+{\cfrac {n\cdot (n+1)}{{\cfrac {1}{2}}+\dots }}}}}}}}}}}}}}}}}}} 

## Вычисление десятичных цифр
Число известных значащих цифр постоянной Каталана G значительно выросло за последние десятилетия, благодаря как увеличению компьютерных мощностей, так и улучшению алгоритмов.
| Дата              | Количество значащих цифр | Авторы вычисления                |
| ----------------- | ------------------------ | -------------------------------- |
| 1865              | 14                       | Эжен Шарль Каталан               |
| 1877              | 20                       | Джеймс Уитбред Ли Глейшер        |
| 1913              | 32                       | Джеймс Уитбред Ли Глейшер        |
| 1990              | 20 000                   | Greg J. Fee                      |
| 1996              | 50 000                   | Greg J. Fee                      |
| 1996, 14 августа  | 100 000                  | Greg J. Fee и Симон Плуфф        |
| 1996, 29 сентября | 300 000                  | Thomas Papanikolaou              |
| 1996              | 1 500 000                | Thomas Papanikolaou              |
| 1997              | 3 379 957                | Patrick Demichel                 |
| 1998, 4 января    | 12 500 000               | Xavier Gourdon                   |
| 2001              | 100 000 500              | Xavier Gourdon & Pascal Sebah    |
| 2002              | 201 000 000              | Xavier Gourdon & Pascal Sebah    |
| 2006, октябрь     | 5 000 000 000            | Shigeru Kondo & Steve Pagliarulo |
| 2008, август      | 10 000 000 000           | Shigeru Kondo & Steve Pagliarulo |
| 2009, 31 января   | 15 510 000 000           | Alexander J. Yee & Raymond Chan  |
| 2009, 16 апреля   | 31 026 000 000           | Alexander J. Yee & Raymond Chan  |